# Oxyonchus pachylabiatus
Oxyonchus pachylabiatus är en rundmaskart. Oxyonchus pachylabiatus ingår i släktet Oxyonchus, och familjen Enoplidae. Arten är reproducerande i Sverige.